# Ван Цзин
Ван Цзин (кит. 汪 靜; 22 декабря 1971) — китайская гребчиха-байдарочница, выступала за сборную Китая в начале 1990-х годов. Участница летних Олимпийских игр в Барселоне, бронзовая призёрша чемпионата мира, победительница многих регат национального и международного значения.

## Биография
Ван Цзин родилась 22 декабря 1971 года.
Первого серьёзного успеха на взрослом международном уровне добилась в 1991 году, когда попала в основной состав китайской национальной сборной и побывала на чемпионате мира в Париже, откуда привезла награду бронзового достоинства, выигранную в полукилометровой гонке байдарок-четвёрок — в финале её обошли только экипажи из Германии и Венгрии.
Благодаря череде удачных выступлений Ван удостоилась права защищать честь страны на летних Олимпийских играх 1992 года в Барселоне — стартовала здесь на пятистах метрах в четвёрках и стала в решающем заезде пятой, немного не дотянув до призовых позиций. Вскоре по окончании этих соревнований приняла решение завершить карьеру профессиональной спортсменки, уступив место в сборной молодым китайским гребчихам.